# Un très petit coin
Un très petit coin (titre original : A Very Tight Place) est un roman court de Stephen King publié pour la première fois en 2008 dans la revue littéraire trimestrielle Timothy McSweeney's Quarterly Concern, puis inclus dans le recueil Juste avant le crépuscule la même année.

## Résumé
Curtis Johnson est en procès avec son voisin Tim Grunwald à cause d'une parcelle de terrain qu'ils se disputent et parce que Grunwald est responsable de la mort du chien de Johnson. Grunwald, prétendant vouloir arranger l'affaire, attire Johnson sur un site de construction désert et, sous la menace d'un pistolet, le fait entrer dans des toilettes de chantier qu'il renverse sur le côté porte avant de partir. Johnson doit absolument trouver un moyen de sortir s'il ne veut pas mourir enfermé dans ce très petit coin.